# Friedrich Christian Matthiä

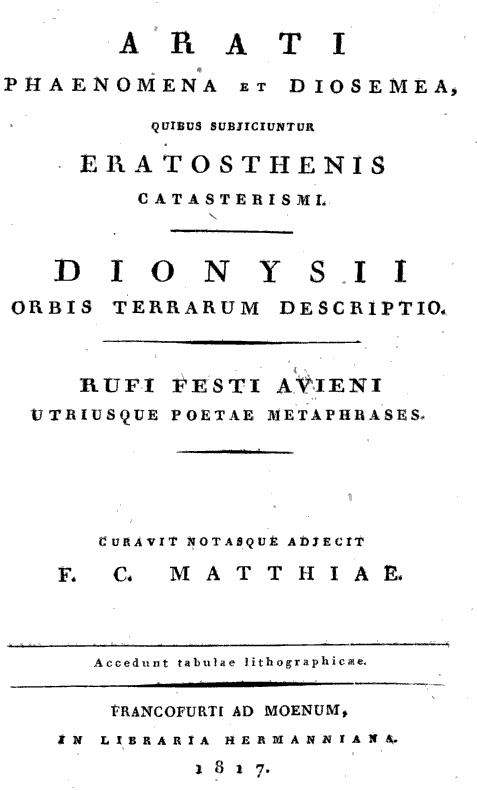
Titelseite eines Werkes von Friedrich Christian Matthiä, Frankfurt, 1817

Friedrich Christian Matthiä (* 30. Dezember 1763 in Göttingen; † 21. März 1822 in Frankfurt am Main) war Pädagoge und Altphilologe sowie wissenschaftlicher Buchautor.

## Leben und Wirken
Matthiä war Sohn des Medizinprofessors und Bibliothekars Georg Matthiä in Göttingen. Er besuchte das evangelische Gymnasium zu Erfurt und seit 1777 das Gymnasium seiner Vaterstadt. Auf der Göttinger Georg-August-Universität studierte Matthiä Philologie und Linguistik bei Christian Gottlob Heyne (1729–1812), Theologie und Orientalische Sprachlehre bei Johann David Michaelis sowie diverse andere Fächer bei Johann Christoph Gatterer (1727–1799), Georg Christoph Lichtenberg (1742–1799), Christoph Meiners (1747–1810) und August Ludwig von Schlözer (1735–1809). Überdies erlernte er die englische, französische, italienische und spanische Sprache.

### Lehrer in Neuwied und Grünstadt
Nach Abschluss seiner Studien ging Matthiä 1787 als Lehrer der lateinischen und griechischen Sprache an die Lateinische Stadt- und Landesschule der Grafschaft Wied zu Neuwied. 1789 avancierte er als Nachfolger von Karl Christian Heyler zum Direktor des herrschaftlichen Gymnasiums in Grünstadt, Residenz der Grafen zu Leiningen-Westerburg. Matthiä wirkte hier sehr sachkundig und eifrig, bis infolge des Krieges 1793 die Franzosen dort einmarschierten und er fliehen musste. Die Fronten zwischen französischen Revolutionären und deutscher Reichsarmee wechselten mehrfach, wobei auch Blücher und seine roten Husaren 1794 zeitweise als Besatzung in Grünstadt lagen. In jenem Jahr kehrte auch Friedrich Christian Matthiä in das Städtchen zurück und nahm seine Tätigkeit als Gymnasialdirektor wieder auf. 1797 kam Grünstadt im Frieden von Campo Formio als Kantonsstadt zum französischen Département du Mont-Tonnerre mit Regierungssitz in Mainz.

### Zentralschule in Mainz
Nach Auflösung des Grünstadter Gymnasiums durch die Franzosen ging Matthiä als Lehrer der lateinischen und griechischen Sprache an die „Zentralschule“ des Departements, vormals die Mainzer Universität. Über seine Zeit als Direktor in der beschaulichen Residenz Grünstadt schrieb er 1802 aus Mainz an seinen Bruder August:

„Wie sehr bedauere ich, daß die Umstände mich von meiner Schuldirektorstelle in Grünstadt verdrängt haben. Nirgends war ich glücklicher als dort, besonders von 1789 bis 1792, ehe noch der leidige Parteigeist in die Menschen fuhr und alle gesellschaftlichen Bande zerriß.“

### Stadtrat, Generalrat im Departement Mont-Tonnerre
In Mainz wählte man Friedrich Christian Matthiä 1800 in den Munizipalrat der Stadt (Stadtrat), 1801 auch in das Conseil Général (Generalrat) des Département du Mont-Tonnerre. In dieser Funktion wurde er Mitglied der „Commission zur Organisation der Schule zu Grünstadt“. Durch seinen Einfluss gelang ihm die Wiedererrichtung des dortigen Gymnasiums, das er 1802 erneut als Rektor übernahm. Es ist das bis heute existierende Leininger-Gymnasium der Stadt. Die neuen französischen Gesetze und Vorschriften über den Unterricht widersprachen Matthiäs Weltanschauungen, weshalb er 1804 resignierte und Grünstadt endgültig verließ. Auch eine ihm von Minister Antoine François de Fourcroy angebotene Stelle als Leiter des Lyceums Mainz schlug er aus. Der Philologe emigrierte aus Frankreich und folgte einer Berufung an das städtische Gymnasium in Frankfurt am Main.

### Lyceum Carolinum in Frankfurt
In einem Brief schrieb er dazu:

„Ich habe Frankreich mit Frankfurt vertauscht, gerade da jenes aufgehört hat, frank oder frei zu sein und aus einer res publica eine res privata des gallischen Kaisers wurde.“

1806 berief ihn der Rat der Stadt Frankfurt zum Rektor. Anlässlich dieser Beförderung ernannte ihn die Philosophische Fakultät seiner alten Universität Göttingen zum Ehrendoktor (Dr. h. c.).
Nach dem Ende des Heiligen Römischen Reiches im August 1806 fiel die Reichsstadt Frankfurt unter die Herrschaft von Fürstprimas Karl Theodor von Dalberg. Nach der Gründung des Großherzogtums Frankfurt plante Dalberg den Aufbau einer Landesuniversität. Am 1. Februar 1812 erließ er das Schulpatent, mit dem er die Gründung eines Lyzeums in Frankfurt dekretierte. Am neugegründeten Lyceum Carolinum wurde Matthäi 1812 Professor für alte Sprachen an der philosophischen Fakultät. Gleichzeitig wurde er zum Oberschul- und Studienrat ernannt und in seiner Rolle als Direktor des Gymnasiums bestätigt. Matthäi schrieb zu dieser Beförderung an seinen Bruder August:

„Über all dieses habe ich ein Großherzogliches Dekret erhalten und dafür an Geh. Kanzlei-Sporteln 40 fl. 12 Kr., d.i. nach Eurem verwünschten Groschensystem 22 Thlr. 8 Gr., bezahlen müssen, das macht für eine Silbe 2 Thl. 11 5/9 Gr. Ich wünsche, daß Dir jede Silbe Deines Euripides ebensoviel einbringen möge! Geht dieser Wunsch in Erfüllung, so wirst Du dereinst für Freier Deiner Töchter nicht zu sorgen haben, und Deine Söhne können sich in den Grafenstand erheben lassen.“

1822 verstarb Matthäi in Frankfurt an einem Darmverschluss.

## Nachwirkung
Der Geograph Carl Ritter war in Frankfurt ein Schüler von Friedrich Christian Matthiä und mit ihm befreundet. Gemeinsam mit dem Frankfurter Arzt Johann Christian Ehrmann begründete Matthiä 1809 den satirischen Orden der verrückten Hofräthe.
Matthiä besitzt einen eigenen Lexikon-Eintrag in Pierer's Universal-Lexikon 1860, sowie im Brockhaus Universal Lexikon, 1827. In der englischen Encyclopedia Britannica von 1911 ist er separat im Artikel über seinen Bruder August Matthiä genannt.

## Familie
Matthiäs Bruder August Matthiä (1769–1835) wirkte als bekannter Philologe in Weimar und Altenburg.
Matthiä heiratete 1800, in Grünstadt, die von dort stammende Anna Christina Fries, Tochter des gräflich leiningischen Hofrats Johann Casimir Fries. Aus der Ehe ging der Sohn Ernst August Matthiä (1812–1887) hervor, der 1833 am Frankfurter Wachensturm beteiligt war, 1836 zu lebenslänglichem Zuchthaus verurteilt wurde und am 10. Januar 1837 aus der Konstablerwache in die Schweiz entfloh. Hier lebte er als Arzt in Wülflingen bei Winterthur. Er war gelistet in dem berühmt-berüchtigten Schwarzen Buch der Frankfurter Bundeszentralbehörde.

## Politische Einstellung
„Unter den Gelehrten Frankfurts lernte ich [1813-1817] am genauesten kennen den in der gelehrten Welt sehr bekannten Direktor des frankfurter Gymnasiums, Matthiae. Er führte mich in den Ideenkreis und die Empfindungsweise derjenigen politischen Partei ein, die schon vor der Französischen Revolution bestand, nach dem Ausbruche der Französischen Revolution mit allen Kräften und Mitteln der Polizei verfolgt wurde und gegenwärtig unter dem Namen der Liberalen fast den ganzen gebildeten Teil des deutschen Volks umfasst. Eine Frage, die er einmal an mich richtete, charakterisiert seinen Standpunkt. „Glauben Sie“, fragte er mich, „dass die deutsche Jugend sich so gewaltig würde erhoben haben, wenn sie gewusst hätte, dass ihr Blut nur dazu dienen solle, verdorrte Fürstenstämme damit zu düngen?“ Der bildliche Ausdruck vom Düngen verdorrter Fürstenstämme war damals, wenigstens in Frankfurt, ein sehr gebräuchlicher. Als ich ihm mit Nein antwortete, sagte er: „Dem denken Sie weiter nach!“ … Die traurigen Erfahrungen der Schreckensregierung hatten ihn … zu einem stillen Manne gemacht, ihn zu den Studien getrieben und ihn sich bücken gelehrt vor solchen, die ihn anstellen und befördern konnten. Aber das alte Feuer loderte in ihm fort. Er verbarg es und offenbarte sich nur seinen vertrauten Freunden. Schlosser zum Beispiel hat es nie gesehen.“

## Publizistisches Werk
Friedrich Christian Matthiä veröffentlichte eine Vielzahl von Publikationen, von denen die „Bemerkungen zu drey Stellen im Herodot, Cicero und Livius“ 2009 als Taschenbuch in Neuauflage erschienen. Sein bekanntestes Werk sind Senecas Briefe, publiziert in Frankfurt 1803–1808. Außerdem betätigte er sich als Übersetzer ausländischer Bücher.
Die bekanntesten seiner Publikationen sind:
- Einige Vorschläge zu Verbesserungen im Homerischen Hymnus auf den Apoll. Kranzbühler, 1792
- Einige Anmerkungen zum 21. Buch des Livius (Einladungsschrift Gymnasium zu Grünstadt). 1793
- „Bemerkungen zu den Livianisch-Polybischen Beschreibungen der Schlacht bey Cannae und der Belagerung von Syrakus“. Gymnasium Frankfurt, 1807
- L. Annaei Senecae ad Lucilium juniorem Epistolae. 2 Bände, 1803–1808
- Bemerkungen zu drei Stellen im Herodot, Cicero und Livius. 1810
- Prolegomenen zu Cicero’s Gesprächen vom Redner, für meine Schüler. Gymnasium Frankfurt, 1812.
- Matthias Quad: ein Beytrag zur deutschen Literatur- und Kunstgeschichte des 16. und 17. Jahrhunderts. 1815
- Des Patriarchen Gregorius aus Cypern Selbstbiographie: ein Beytrag zur Literatur- und Schulgeschichte des dreysehnten Jahrhunderts, nebst einem der ungedruckten Briefe Gregors aus einer Handschrift. 1817
- Arati Phaenomena et Diosemea: quibus subjiciuntur Eratosthenis Catasterismi. Dionysii Orbis terrarum descriptio. Rufi Fest Avieni utriusque poetae metaphrases. 1817; archive.org
- Ueber zwey Stellen im Aeschylus und Horaz. 1818
- Kurze Uebersicht d. römisch. u. griechisch. Maas-: Gewicht- u. Münzwesens. 1818
- Von einigen bedeutenden Bereicherungen der Stadtbibliothek, in Frankfurt a. M. 1819
- Der Rückzug der Zehntausend Griechen, nach John Macdonald Kinneir. 1819
- Probe einer neuen Ausgabe des Leibnitz-Ludolfischen Briefwechsels. 1820
- Über Pater Meermann’s auf hiesiger Stadtbibliothek befindliche thermometrische Beobachtungen u. Berechnungen. Gymnasium Frankfurt, 1821
- Verzeichnis der Bibliothek zu Frankfurt am Main, 1822
- Ueber die Zerstörung der Roemerstädte an dem Rheine zwischen Lahn und Wied, durch die Deutschen in der Mitte des dritten Jahrhunderts, wie sie in Nachgrabungen bey Neuwied gezeigt haben. 1823 (postum)
- Nachrichten über die römischen Alterthumsreste in der Umgegend von Neuwied. 1823 (posthum)